# Pietuchowo (rejon totiemski)
Pietuchowo (ros. Петухово) – wieś w Rosji, w rejonie totiemskim obwodu wołogodzkiego. W 2002 r. liczyła 2 mieszkańców, a w 2010 r. była niezamieszkana.